# ساحره‌گری اروپایی

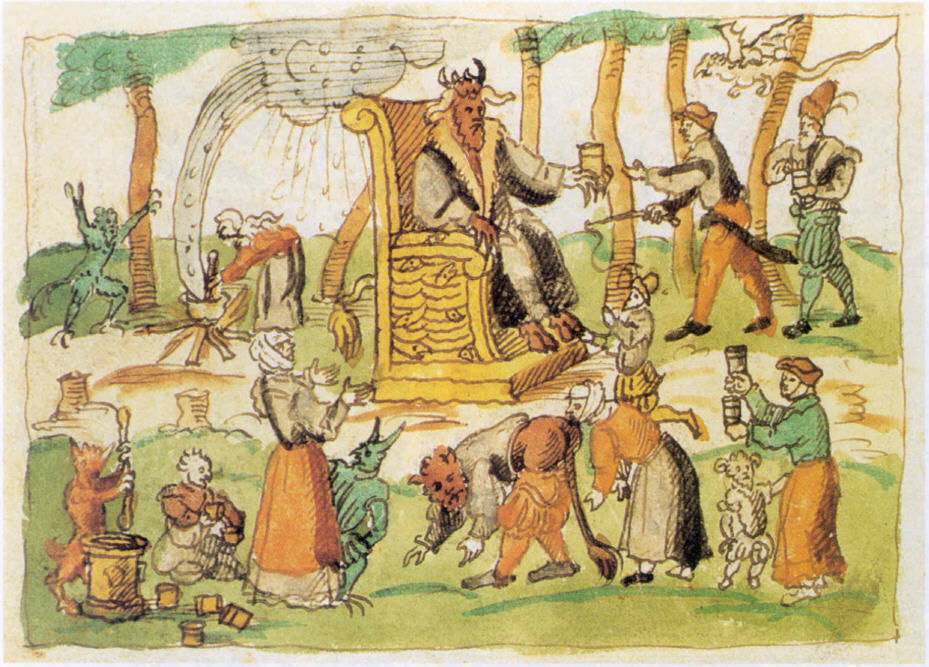

اعتقاد به افسون‌گری در اروپا را می‌توان به دوره قدیم ردیابی کرد و در طول قرون میانه دارای تاریخ مداوم است و
در محاکمات ساحره‌ها در اروپای نوین نخستین به اوج می‌رسد که منجر به ظهور شخصیت انباری «ساحره» در فرهنگ مردمی و داستان پریان در دوره نوین و همچنین مفهوم «ساحره‌گری نوین» در ویچا و جنبش‌های مربوطه از ساحره‌گری معاصر شده‌است.
در اروپای میانه و نوین نخستین، ساحره‌های متهم‌شده معمولاً زن بودند که اعتقاد بود از جادو برای آسیب زدن و بدبختی وارد آوردن به اعضای اجتماع خود استفاده می‌کردند. ساحره‌گری را غیراخلاقی می‌دانستند و اغلب اندیشه می‌شد که شامل ارتباط با موجودات شر مانند «عهد با شیطان» است. اعتقاد بود که ساحره‌گری را می‌شد با جادوی حفاظت‌گر یا جادوی متقابلِ اهل جادو خنثی کرد. مظنونین به ساحره‌گری نیز مرعوب، مطرود، مضروب یا به دار کشیده می‌شدند. اغلب آن‌ها رسمی مورد محاکمه و در صورت اثبات گناه مورد مجازات قرار می‌گرفتند. ساحره‌کشی و محاکمات ساحره در اروپا در دوره نوین نخستین منجر به ده‌ها هزار مورد اعدام شد که تقریباً همیشه متوجه زنانی می‌شد که اشتغال به ساحره‌گری نداشتند. باور اروپاییان به ساحره‌گری در حین و بعد از عصر روشنگری افول کرد.
این موضوع یک ملغمه پیچیده از افعال درمان‌گران عامیانه، جادوی عامیانه، باور کهن به سحر در اروپای پاگان، دیدگاه‌های مسیحی دربارهٔ ارتداد، افعال جادوگری یا صرفاً افسانه‌ها در داستان‌های عامیانه و مکتوبات دوره میانه و نوین نخستین است.

## تاریخ
ساحره‌گری در اروپای دوره قدیم در یونان و روم مجازات می‌شد. با ظهور مسیحیت، ساحره‌گری به منزله خرافه تلقی می‌شد اما برخورد با ساحره‌گری تا قرن ۱۰ ادامه یافت.
شارلمانی هنگامی که مسیحیت را در سال ۷۸۹ به مردم ساکسونی تحمیل کرد بیان کرد: «اگر هر کس تحت فریب شیطان، بیندیشد، چنان‌که در بین پاگان‌ها معهود است، که یک مرد یا زن یک ساحره شب هست، و مردان را می‌خورد و بر این مبنا او را تا حد مرگ بسوزاند… اعدام خواهد شد». آگوستین هیپو تعلیم داد که ساحره‌گری وجود ندارد و باور به آن کفر است. قانون ایپسکوپی که حدود ۹۰۰ میلادی نوشته شد به تبعیت از تعالیم آگوستین اعلام کرد که ساحره‌ها وجود خارجی ندارند و کسانی که چنین ادعایی دارند دچار توهم هستند:
نباید نادیده گرفت که برخی زنان بی‌قید، که تحت تأثیر شیطان منحرف شده‌اند و با توهمات و رؤیت‌های خیالی از اهریمن‌ها اغواء شده‌اند باور دارند و علنی می‌گویند که در دل شب سوار برخی حیوانات به همراه الهه پاگان دیانا با دسته‌ای بی‌شمار از زنان می‌رانند و در سکوت شب روی مناطق وسیعی از کشور پرواز می‌کنند و از فرامین او [دیانا] اطاعت می‌کنند انگار که او بانوی آن‌ها است و در شب‌های دیگر به خدمت او نائل می‌شوند. اما ای کاش اینان در کفر خود هلاک می‌شدند و بسیاری دیگر را به چاه بی‌ایمانی خود نمی‌کشاندند، چرا که توده‌های بی‌شماری که با این رأی باطل فریب خورده‌اند این را باور می‌کنند و طبق این باور از ایمان راستین منحرف می‌شوند و با این اندیشه که اله یا قدرتی غیر از خدای واحد وجود دارد به خطاهای پاگان‌ها ارتداد می‌یابند.

### ساحره‌کشی در نوین‌گاه نخستین
منشأ اتهامات علیه ساحره‌ها در دوره نوین نخستین نهایتاً در محاکمات تکفیرشدگان یافت می‌شود. این محاکمات شامل ادعاهای دیدارهای محرمانه، عیاشی‌ها و مصرف نوباوگان می‌شود. از قرن ۱۵، این ایده بروز کرد که برای ساحره شدن عهد با شیطان و پرستش او ضروری است. این ایده کمک کرد که مفهوم ساحره‌گری از فال‌گیران اموات یا افسون‌گری تمیز یابد (که اعتقاد بود جادوی آن منشأ شیطانی دارد اما قدرت استفاده از آن نیازمند مطالعه و مناسک پیچیده‌است). رشد اشتغال به افسون‌گری در قرن ۱۲ در اثر فوران مکتوبات دربارهٔ جادو و شیطان‌پرستی از جهان اسلام باعث هشدار مقامات روحانی نسبت به خطرهای بالقوه جادوی شیطانی شد. اما روحانیون باید می‌فهمیدند چه طور عوام بی‌سواد می‌توانستند شاهکارهای جادوی شیطانی انجام دهند که با افعال زبده‌ترین افسون‌گران آموزش‌دیده رقابت می‌کرد. ایده عهد با شیطان نهایتاً کمک کرد تا بتوانند برای این نوع جادوی جدید توضیحی پیدا کنند. عهد و مناسک مرتبط با ساحره‌گری به عنوان «شنبه ساحره‌ها» به وسعت شناخته شد.
تا ۱۳۰۰، عناصر لازم برای ساحره‌کشی فراهم شد و برای یک و نیم قرن بعد، ترس از ساحره‌های تدریجاً در کل اروپا منتشر شد. در انتهای قرون میانه (حدود ۱۴۵۰)، ترس تبدیل به غوغا شد که بیش از ۲۰۰ سال ادامه داشت. با گسترش این ایده که تمام جادوه‌ها شامل عهد با شیطان هستند، قوانین ضد ساحره‌گری شدیدتر شد. هر محکومیت جدید باورها به روش‌هایی که برای اعتراف‌گیری به کار می‌رفت (شکنجه و بازجویی سخت) و فهرست اتهاماتی که این «ساحره‌ها» به آن‌ها اعتراف می‌کردند را افزایش می‌داد. ظهور غوغای ساحره‌ها همزمان با ظهور جادوی رنسانس در انسان‌گراهای بزرگ زمانه بود (به این جادوی متعالی گفته می‌شد و نوافلاطونیان و ارسطوییان که به آن اشتغال داشتند با تقلا تأکید می‌کردند که حکیمانه و خیرخواهانه بود و اصلاً شبیه ساحره‌گری نبود) که به مدد ظهور غوغا آمد. ساحره‌گری بدترین کفرها لحاظ می‌شد و شکاکیت نخستین دربارهٔ آن به تدریج کاملاً محو شد.
عقاید روشنگری بعد از ۱۷۰۰ باورها به ساحره‌گری را به استهزاء می‌گرفت. قانون ساحره‌گری ۱۷۳۵ یک عقب‌گرد کامل در گرایشات را نشان می‌داد. مجازات‌های سنتی برای اشتغال به ساحره‌گری که در آن زمان بسیاری افراد متنفذ یک جرم محال می‌دانستند با مجازات‌هایی برای تظاهر به ساحره‌گری جایگزین شد. فردی که ادعا می‌کرد که قدرت احضار ارواح، یا پیش‌گویی آینده یا طلسم کردن یا یافتن مکان کالاهی گمشده را دارد به عنوان یک بیکار یا شیاد با جریمه‌های نقدی و زندان مجازات می‌شد.

## شخصیت‌های موجود ساحره
توصیف ساحره در اروپا منبع واحد ندارد. ساحره مشهور فرهنگ عامه و خارافات عامیانه ترکیبی از چندین منبع اثرگذار است. در پایان قرون میانه باورهای شایع دربارهٔ ساحره‌ها این بود:
1. پرواز در شب
2. عهد با شیطان
3. انکار رسمی مسیحیت
4. دیدارهای شبانه محرمانه
5. اهانت به عشاء ربانی و صلیب
6. مجلس‌های عیاشی
7. قربانی کودکان